# Габріела Моска
Габріела Моска (ісп. Gabriela Mosca; нар. 12 серпня 1969) — колишня аргентинська тенісистка.
Найвищу одиночну позицію світового рейтингу — 192 місце досягла 16 січня 1989, парну — 90 місце — 1 лютого 1988 року.
Найвищим досягненням на турнірах Великого шолома було 2 коло в парному розряді.

## Фінали ITF

### Одиночний розряд (1–2)
| турніри $25,000 |
| турніри $10,000 |

| Результат | Ранг | Дата              | Турнір                  | Покриття | Суперниця        | Рахунок       |
| --------- | ---- | ----------------- | ----------------------- | -------- | ---------------- | ------------- |
| Перемога  | 1.   | 27 липня 1986     | Мехіко, Мексика         | Ґрунт    | Маюмі Ямада      | 6–3, 6–3      |
| Поразка   | 1.   | 26 листопада 1989 | Сантьяго, Чилі          | Ґрунт    | Лаура Аррая      | 3–6, 6–2, 0–6 |
| Поразка   | 2.   | 29 жовтня 1990    | Буенос-Айрес, Аргентина | Ґрунт    | Інес Горрочатегі | 6–3, 2–6, 4–6 |

### Парний розряд (1–5)
| Результат | Ранг | Дата            | Турнір                  | Покриття | Партнерка         | Суперниці                               | Рахунок       |
| --------- | ---- | --------------- | ----------------------- | -------- | ----------------- | --------------------------------------- | ------------- |
| Поразка   | 1.   | 1 квітня 1985   | Буенос-Айрес, Аргентина | Ґрунт    | Андреа Тьєцці     | Маріана Перес-Рольдан Патрісія Тарабіні | 6–7, 4–6      |
| Поразка   | 2.   | 27 липня 1986   | Мехіко, Мексика         | Ґрунт    | Андреа Тьєцці     | Памела Джанг Джуді Ньюмен               | 6–3, 5–7, 6–7 |
| Поразка   | 3.   | 28 вересня 1986 | Каракас, Венесуела      | Тверде   | Андреа Тьєцці     | Трейсі Блументрітт Бренда Німаєр        | 3–6, 6–4, 0–6 |
| Поразка   | 4.   | 5 червня 1988   | Аоста, Італія           | Ґрунт    | Андреа Тьєцці     | Дженні Гудлінг Черіл Джонс              | 2–6, 4–6      |
| Поразка   | 5.   | 5 березня 1989  | Маямі, США              | Тверде   | Патрісія Тарабіні | Кеті Фоксворт Теммі Віттінгтон          | 6–7, 6–7      |
| Перемога  | 1.   | 29 жовтня 1990  | Буенос-Айрес, Аргентина | Ґрунт    | Інес Горрочатегі  | Ванесса Фалтер Валерія Фалтер           | 6–2, 6–0      |